# Xã Lilley, Michigan
Xã Lilley (tiếng Anh: Lilley Township) là một xã thuộc quận Newaygo, tiểu bang Michigan, Hoa Kỳ. Năm 2010, dân số của xã này là 797 người.